# Therese Teyber
Therese Barbara Alberta Teyber (Viena, 15 d'octubre, 1760 - 15 d'abril de 1830) fou una soprano austríaca germana de la també cantant Elisabeth, i possiblement familiar dels compositors Anton i Franz encara que aquesta possibilitat no està confirmada.
Va ser deixeble de Bonno i Tesi. Va fer el seu debut en el teatre de la cort de Viena (8 de setembre de 1778 com Fiametta en Frühling und Liebe de Maximilià Ulbrich. Una carta de 8 de febrer de 1778 pel baró von Gebler esmenta una senyoreta Teuberin, fins ara a l'Òpera del príncep Esterházy entre els futurs llocs d'interès, però això es refereix sens dubte a Maria Anna Tauber, qui probablement ja estat contractat per cantar amb Joseph Starzer La passione di Gesù Cristo el març, i que també van cantar a Frühling und Liebe el setembre, ella és l'única cantant en els registres Esterházy amb això, o un nom similar aquesta informació és corroborada pel Wiener Diarium de 1778-87) Teyber era una interprete popular dels amants joves i les nenes ingènues, com en la dècada de 1780 també va aparèixer en els concerts de la Tonkünstler-Sozietät.
La seva última aparició en un d'aquests concerts sembla haver estat el març de 1784, quan va cantar com la Sarah de Joseph Haydn a Il ritorno di Tobia (la seva germana Elisabeth havia cantat d'ençà en les primeres actuacions en 1775). Ella va crear el paper de Rosa a El rapte en el serrall 16 de juliol de 1782 i es va presentar amb èxit en moltes altres òperes i singspiele, opinions contemporanis van lloar l'encant de la seva actuació (el millor de la dona) i el cant, tot i que un crític la va acusar de deixar que la seva llengua fugis amb ella en el diàleg. En els seus primers anys amb el teatre de la cort va ser una de les cantants amb salaris més baixos (en 1783 va cobrar 800 florins, menys d'una quarta part del salari de Nancy Storace). En la tardor/hivern de 1785-86 es va casar amb el tenor Ferdinand Arnold, qui també havia cantat el Frühling und Liebe el 1778, es va reincorporar a la companyia d'òpera de la cort l'1 de setembre el 1785. Els Arnolds s'informa, van cantar junts amb molt èxit a Hamburg, Berlín, Varsòvia i Riga, encara que la cronologia d'aquestes aparicions es confon.
Sembla raonable suposar que es tractava de Teresa (i no, com s'afirma sovint, Elisabeth Teyber) que va substituir a Luisa Laschi com Zerlina en les actuacions després de Viena de Don Giovanni el 1788. Therese és sens dubte la Madame Tauber (Teyber) esmentada a les cartes de 29 de març i 12 d'abril de 1783 de Mozart, que van participar en els concerts benèfics per la quaresma. Therese Teyber passà al registre d'Hisenda de 1792 (un any després del seu retir) com Arnoldin ex Sängerin amb una pensió de 466,40 florins.